# Jacques David (cavalier)
Pour les articles homonymes, voir Jacques David (homonymie) et David.
Jacques David est un cavalier d'endurance français né le 1er mai 1956.
Champion du monde par équipe en 1994 aux jeux équestres mondiaux de La Haye.